# Буріші
Буріші (хунза) — народ, що проживає у високогірних районах Кашміру, що контролюється Пакистаном. Більшість проживає в долині річки Хунза. Налічується приблизно 87 тис. бурішів. Спілкуються мовою бурушаскі, що вважається ізольованою. Буріші сповідують мусульманство.

## Історія
Хоч походження бурішів невідоме, стверджується, що вони «є корінним населенням північнозахідної Індії, та через міграцію індо-арійців приблизно у 1800 році до н. е., вони були вимушені переселятись вище, у гори.»
Територія, у якій зараз проживає більшість бурішів, була частиною тубільного князівства Хунза у Британській Індії, що згодом увійшло до складу Пакистану.